# Kauerbach (Simmerbach)
Der Kauerbach ist ein etwa 6 km (mit dem Heinzenbach 12 km) langer Zufluss des Simmerbachs in Rheinland-Pfalz. 

## Geographie

### Quellbäche
Die Quellbäche 
Bieberbach und Heinzenbach entspringen beide auf etwa 500 m ü. NHN in einem Waldgebiet (Faas) bei Wüschheim und Kappel.

### Verlauf
Der Kauerbach entspringt in etwa 330 m Höhe im Hunsrück beim Bahnhof Unzenberg und fließt durch ein einsames Tal ohne Straßenanbindung von Norden nach Süden.

### Zuflüsse
Direkte Zuflüsse vom Zusammenfluss der Oberläufe bis zur Mündung. Länge und Einzugsgebiet nach der amtlichen Gewässerkarte.
- Bieberbach, linker Oberlauf von zuletzt Nordosten, 11,1 km und 19,1 km²
- Heinzenbach, rechter Oberlauf von Nordwesten, 6,0 km und 19,2 km²
- Heimbach, von rechts und Westen, 3,0 km und 4,1 km²
- Beerenbach, auch Bärenbach, von rechts und Westsüdwesten, 1,9 km und 1,1 km²
- Röderbach, von rechts und Westen, 1,0 km und 0,4 km²

## Flora und Fauna
Der Kauerbach fließt durch extensive genutzten Talwiesen, am Ufer stehen vor allem Weiden und Erlen, die heute kaum noch wirtschaftlich genutzt werden.
Graureiher und Stockenten sind die häufigsten Wasservögel im Bachtal.